# Caputanurina
Genre
Caputanurina est un genre de collemboles de la famille des Neanuridae.

## Distribution
Les espèces de ce genre se rencontrent en Asie de l'Est.

## Liste des espèces
Selon Checklist of the Collembola of the World (version du 7 octobre 2019) :
- Caputanurina intermedia Najt & Weiner, 1992
- Caputanurina major Najt & Weiner, 1992
- Caputanurina serrata Lee, 1983
- Caputanurina sexdentata Najt & Weiner, 1992
- Caputanurina sinensis Wu & Yin, 2007
- Caputanurina turbator Najt & Weiner, 1992

## Publication originale
- Lee, 1983 : A new subfamily Caputanurinae with two new species of neanurid Collembola from Korea and the evolutionary consideration. Korean Journal of Entomology, vol. 13, no 1, p. 27-36.